# Zinebi
ZINEBI ou Zinebi (acronyme issu du basque : Zinema et Bilboko, soit « cinéma » et « Bilbao »), appelé Festival international du documentaire et du court-métrage de Bilbao, est un festival de cinéma international qui se tient tous les ans à Bilbao depuis 1959. Il est consacré aux documentaires, aux courts métrages et à l'animation.

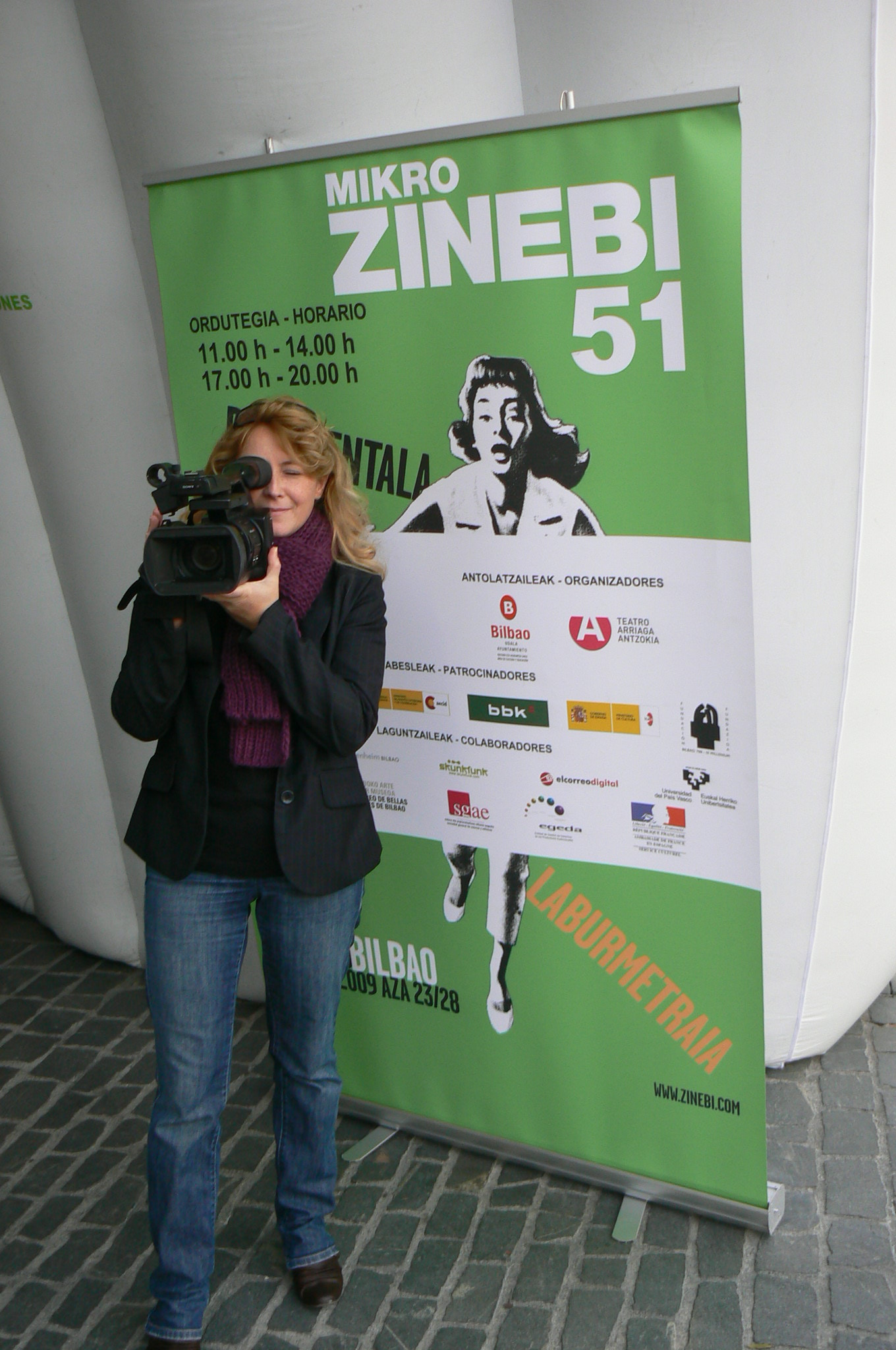
La réalisatrice autrichienne lors de l'édition 2009.

Il s'agit du seul festival international de documentaires de classe A reconnu par la FIAPF en Espagne. Il est également accrédité par l'Academy of Motion Pictures Arts and Sciences en tant que qualificatif pour les Oscars et est un qualificatif pour les BAFTA attribués par l'industrie du cinéma britannique et pour les Goyas espagnols.
Organisé par le Teatro Arriaga, le festival bénéficie actuellement d'un financement institutionnel et d'un parrainage de la mairie de Bilbao.